# Alpha Aquarii
Alpha Aquarii (Alpha Aqr / α Aquarii / α Aqr) ou Sadalmelik é a segunda estrela mais brilhante da constelação de Aquarius.
É uma Supergigante amarela do tipo G com uma magnitude de aproximadamente 2.950, estando a 800 anos-luz da Terra.
Seu diâmetro é de aproximadamente 60 vezes o do Sol, com uma luminosidade 3 mil vezes maior que o mesmo.
O nome Sadalmelik vem da expressão árabe sa‘d al-malik que significa "sorte do rei". Também se denomina Rucbah, mesmo nome usado para Delta Cassiopeiae. É uma das duas estrelas com nomes próprios antigos que estejam no equador celeste.